# Euphyia insulsata
Euphyia insulsata là một loài bướm đêm trong họ Geometridae.